# Línea 150 (MetroBus Valencia)
La línea 150, es una línea regular de autobús metropolitano de la ciudad de Valencia, gestionada por la empresa Autobuses Metropolitanos de Valencia (MetroBus). Hace su recorrido entre Valencia y el Aeropuerto de Manises, con una frecuencia 20-26 de min los días laborables y de 25-26 min los sábados. En el Aeropuerto de Valencia tiene parada en las zona de salidas de la T1.El aeropuerto está situado en la zona tarifaria B. Se puede adquirir el billete en el autobús.

## Recorrido
Valencia <-> Mislata <-> Cuart de Poblet <-> Manises <-> Aeropuerto
- Valencia: Av. del Oeste - Calle Ángel Guimerá - Calle Linares-Avenida del Cid - Hospital General - Ronda Passeig de la Petxina.

- Mislata: Calle San Antonio - Hospital Militar.

- Cuart de Poblet: Avenida Reino de Valencia - Ayuntamiento - Calle Trafalgar - Calle Villalba de Lugo.

- Manises: Calle Valencia - Avenida País Valenciano - Carretera de Ribarroja - Calle Deportes - Calle Rosas - Aeropuerto de Manises.

## Horarios
| 150        | Primer servicio A: Valencia | Primer servicio A: Aeroport | Último servicio A: Valencia | Último servicio A: Aeroport |
| Laborables | 05:25                       | 05:25                       | 22:35                       | 22:00                       |
| Sábados    | 05:25                       | 05:25                       | 22:35                       | 22:05                       |
| Festivos   | Sin servicio                | Sin servicio                | Sin servicio                | Sin servicio                |

- Datos: Q16595382